# Османістика
Османістика — міждисциплінарна наука, частина тюркології предметом якої є історія та культура Османської імперії та завойованих нею залежних територій і народів.
Серед відомих українських вчених-османістів академік Агатангел Юхимович Кримський, Олександр Іванович Галенко та ін.